# مستر مكسيزبتلك
مستر مكسيزبتلك هو شخصية خيالية في دي سي كومكس من ابتكار جيري سيغل.ظهرت الشخصية لأول مرة في 1944.